# Kay Brinkmann
Kay Brinkmann (* 19. Dezember 1961 in Korbach) ist ein Brigadegeneral des Heeres der Bundeswehr und seit 1. Juli 2023 Chef des Stabes des Eurokorps in Straßburg, Frankreich.

## Militärische Laufbahn

### Ausbildung und erste Verwendungen
Brinkmann trat als Offizieranwärter beim Panzerbataillon 343 in Koblenz in die Panzertruppe der Bundeswehr ein. Während der Offizierausbildung absolvierte er von Oktober 1983 bis Dezember 1986 das Studium der Pädagogik an der Universität der Bundeswehr München in Neubiberg bei München, dass er als Diplom-Pädagoge abschloss. Anschließend war er Zugführer und S2-Offizier (Militärisches Nachrichtenwesen) im Panzerlehrbataillon 94 in Munster und danach ab Oktober 1990 Kompaniechef der 3. Kompanie des Panzerbataillons 214 und der 2. Kompanie des Panzerbataillons 213, beide in Augustdorf. Währenddessen absolvierte er von März bis September 1993 den Armor Officer Advanced Course in Fort Knox in den Vereinigten Staaten. Von April 1994 bis März 1995 war er Adjutant des Befehlshabers Wehrbereich II und Divisionskommandeur der 1. Panzerdivision in Hannover.

### Dienst als Stabsoffizier
Von 1995 bis 1997 absolvierte Brinkmann den 38. Generalstabslehrgang Heer an der Führungsakademie der Bundeswehr in Hamburg, wo er zum Offizier im Generalstabsdienst ausgebildet wurde. Es folgte eine Verwendung als Stabsoffizier G3 Operation im IV. Korps in Potsdam von Oktober 1997 bis Juni 1999. Von 1999 bis 2000 absolvierte Brinkmann das US Army Command and General Staff College in Fort Leavenworth (Kansas), welches er mit einem Master in Military Art and Science abschloss. Von Juli 2000 bis März 2002 war er G3 Planung/Führung KFOR im Heeresführungskommando in Koblenz und von 2002 bis 2004 Bataillonskommandeur des Panzerbataillons 413 in Torgelow und dabei von November 2003 bis Mai 2004 Kommandeur Einsatzbataillon KFOR in Prizren im Kosovo. Es folgte von Juni 2004 bis August 2006 eine Verwendung im Führungsstab der Streitkräfte III 6 im Bundesministerium der Verteidigung in Berlin, wo er als Referent für die militärpolitische Bewertung von Einsätzen und Übungen der Bundeswehr zuständig war. Von September 2006 bis Mai 2008 war Brinkmann Stabsoffizier G3 Einsatz und Übung der 13. Panzergrenadierdivision in Leipzig. Im Anschluss absolvierte Brinkmann als International Fellow von Juni 2009 bis Juni 2009 ein Masterstudium am National War College in Washington, D.C., welches er als Master of Science in National Security Strategy abschloss. Von Juli bis Oktober 2009 war er Leiter des Dezernats Einsatzauswertung und anschließend von Oktober 2009 bis  März 2012 Gruppenleiter G3 Einsatz und Übung im Heeresführungskommando in Koblenz. Es folgte eine weitere ministerielle Verwendung als Referatsleiter SE II 2 Militärpolitik Europa und Eurasien im Bundesministerium der Verteidigung in Berlin von April 2012 bis Juni 2014. 

### Dienst im Generalsrang
Von Juli 2014 bis Oktober 2015 war Brinkmann, zum Brigadegeneral befördert, als Senior Military Advisor bei der UN-Mission UNAMA in Afghanistan im Auslandseinsatz. Nach seiner Rückkehr war er zum 1. Dezember 2015 Stellvertretender Amtschef des Streitkräfteamts in Bonn. Diesen gab er zum 1. Juli 2018 an Oberst Frank Schmitz ab. Brinkmann wurde zum 2018 stellvertretenden Chef des Stabes Planung im Multinationalen Korps Nord-Ost in Stettin, Polen. Seit Juli 2023 übernahm er den Posten des Chefs des Stabes im Eurokorps in Straßburg, Frankreich.

## Privates
Brinkmann ist verheiratet und hat eine Tochter.